# Трохар, Иванка
Иванка Трохар (хорв. Ivanka Trohar; 17 января 1923, Фужине — 31 октября 1944, Драганичи) — югославская студентка, деятельница партизанского движения в Югославии в годы Народно-освободительной войны Югославии, Народный герой Югославии.

## Биография
Родилась 17 января 1923 в Фужине в семье бедного ремесленника. Окончила начальную школу, дальше из-за отсутствия денег учиться не смогла. В 1939 году на курсах эсперантистов встретилась с представителями Союза коммунистической молодёжи Югославии, куда вскоре быстро вступила.
После оккупации страны в 1941 году Иванка занялась подготовкой к восстанию, закупая продовольствие, одежду, оружие и боеприпасы. Состояла в Делницком окружном комитете СКМЮ, выполняла задания на освобождённой от фашистов территории. В начале 1942 года была принята в партию, в марте была арестована итальянской полицией по обвинению в помощи партизанам и потом была отпущена за недостатком доказательств. После освобождения Иванка была официально принята в партизаны и отправилась служить в батальон имени Матии Губеца. Участвовала в битве за Мркопле и в операциях Горанской партизанской роты. В 1942 году её стараниями была создана Делницкая рота в составе Приморско-Горанского партизанского отряда.
В том же году Иванка пробралась через лес мимо гарнизонов оккупационных войск вместе с 30 молодыми людьми и добралась до Дрежницы, где занялась организацией рабочих рот, которые занимались восстановлением разрушенного хозяйства, и помощью нуждающимся. Эти рабочие роты занимались также эвакуацией раненых из 7-го партизанского госпиталя во время неприятельских атак. В ноябре 1942 года Иванка выступила на I Съезде Объединённого союза антифашистской молодёжи Югославии.
В 1943 году она вошла в состав Фужинского окружного комитета Компартии Хорватии, в секретариат Объединённого союза антифашистской молодёжи, Горско-Котарский окружной комитет СКМЮ и народно-освободительный совет Фужине. Работа на нескольких местах ослабила здоровье девушки, и в 1944 году та отправилась на лечение. В октябре 1944 года в Броде-на-Купи её арестовали усташи и в течение двадцати дней пытали и избивали. 31 октября 1944 года по приговору Карловацкого суда её повесили в селе Драганичи.
Иванка Трохар была награждена посмертно Орденом Народного героя указом от 24 июля 1953.